# Реакція Габера — Вайса
Реакція Габера — Вайса (англ. Haber — Weiss reaction) — хімічна реакція розкладу гідроген пероксиду, цикл якої складається з двох реакцій: H2O2 + OH– → H2O + O2– + H+
H2O2 + O2– → O2 + OH– + OH